# Libnotes pavo
Libnotes pavo är en tvåvingeart som först beskrevs av Alexander 1964.  Libnotes pavo ingår i släktet Libnotes och familjen småharkrankar. Inga underarter finns listade i Catalogue of Life.